# You Can Do Magic
"You Can Do Magic" è una canzone scritta e prodotta da Russ Ballard che fu registrata come singolo nel 1982 dal gruppo anglo-statunitense folk rock America tratta dall'album View from the Ground.

## Il disco
La canzone fu una delle due scritte da Ballard per View from the Ground, l'altra è "Jody". Ballard scrisse i brani specificatamente per gli America su invito di Rupert Perry, vice presidente di A&R per la Capitol Records. Ballard inoltre produsse i brani dopo quattro anni di assenza come produttore; il brano fu anche la hit più grande come produttore per Ballard.
"You Can Do Magic" fu un veicolo notevole per il successo degli America che raggiunsero la Top 40 hit - "Today's the Day" - nel 1976 con la seconda apparizione nella Billboard Hot 100 in Billboard nel 1979. "You Can Do Magic" fece ritornare gli America nella Top 40 nell'agosto 1982 con la posizione numero 8 in ottobre. La popolarità di "You Can Do Magic" fu parallela al successo dell'album View From the Ground che raggiunse la posizione 41 nella Billboard' top 200 albums, la prima volta per il duo America dopo la defezione del terzo elemento.
Le classifiche internazionali per "You Can Do Magic" inclusero la posizione No.30 in Australia, No.37 in Canada, No.20 in Irlanda, No.27 in Italia, No.12 in Nuova Zelanda e No.59 in UK.
Il successo di "You Can Do Magic" permise agli America la registrazione dell'album successivo del 1983 Your Move con Russ Ballard come produttore.

## Classifiche
| Classifica (1982)                | Posizione più alta |
| -------------------------------- | ------------------ |
| US Billboard Easy Listening      | 5                  |
| US Billboard Hot 100             | 8                  |
| US Cash Box Singles Chart        | 7                  |
| US Radio & Records Singles Chart | 3                  |

## Cover
Drew Seeley ha fatto una cover di "You Can Do Magic" per la colonna sonora del 2009, per la Walt Disney Records, de I maghi di Waverly: The Movie.

## Nei media
Il brano musicale con parole diverse fu usato dalla catena di ristoranti Sonic Drive-In.
Il brano fu utilizzato nel 1982 e nel 1983 come sigla iniziale del programma TV Happy Magic, in onda su Rai1.